# Ford Trimotor
Ford Trimotor (vzdevek "The Tin Goose") je bilo trimotorno propelersko potniško/transportno letalo, ki so ga zasnovali v ZDA v 1920ih. Prvi let je bil junija 1926, v proizvodnji je bil do leta 1933. Skupno so zgradili okrog 200 letal, ki so jih uporabljale letalske družbe in letalske sile. 
Letalo je bilo povsem kovinske (alumijaste) konstrukcije, imel je visoko nameščeno krilo in fiksno pristajalno podvozje z repnim kolesom.

## Specifikacije (Ford 4-AT-E Trimotor)
Podatki iz Flight International archives
Splošne karakteristike
- Posadka: 3
- Število sedežev: 8 potnikov
- Dolžina: 49 ft 10 in (15,2 m)
- Razpon kril: 74 ft 0 in (22,6 m)
- Višina: 11 ft 9 in (3,6 m)
- Površina kril: 461 ft² (12,9 m²)
- Teža praznega letala: 6500 lb (2950 kg)
- Naložena teža: 10130 lb (4595 kg)
- Maks. vzletna teža: 21985 lb (9972 kg)
- Pogon letala: 3 ×  9-valjni zvezdasti motor Wright J-6-9 Whirlwind, 300 KM (224 kW)  vsak

 Zmogljivost 
- Maks. hitrost: 132 mph (213 km/h, 115 vozlov)
- Potovalna hitrost: 107 mph (172 km/h, 93 vozlov)
- Hitrost porušitve vzgona: 57 mph (92 km/h, 50 vozlov)
- Doseg: 570 milj (918 km, 495 nm)
- Višina leta: 18600 ft (5670 m)
- Hitrost vzpenjanja: 920 ft/min (4,67 m/s)
- Obremenitev kril: lb/ft² (kg/m²)
- Razmerje moč/teža: lb/hp (kg/kW)

## Specifikacije (Ford 5-AT Trimotor)
Splošne karakteristike
- Posadka: 3
- Število sedežev: 10 potnikov
- Cena: $42 000, leta 1933
- Dolžina: 50 ft 3 in (15,32 m)
- Razpon kril: 77 ft 10 in (23,72 m)
- Višina: 12 ft 8 in (3,86 m)
- Površina kril: 835 ft² (77,6 m²)
- Teža praznega letala: 7840 lb (3560 kg)
- Naložena teža: 10130 lb (4590 kg)
- Maks. vzletna teža: 13500 lb (6120 kg)
- Pogon letala: 3 ×  9-valjni zvezdasti motor Pratt & Whitney Wasp C, 420 KM (313 kW)  vsak

 Zmogljivost 
- Maks. hitrost: 150 mph (241 km/h, 130 vozlov)
- Potovalna hitrost: 90 mph (145 km/h, 78 vozlov)
- Hitrost porušitve vzgona: 64 mph (103 km/h, 56 vozlov)
- Doseg: 550 milj (885 km, 478 nm)
- Višina leta: 18500 ft (5640 m)
- Hitrost vzpenjanja: 1050 ft/min (5,3 m/s)
- Obremenitev kril: 16,17 lb/ft² (78,87 kg/m²)
- Razmerje moč/teža: 10,71 lb/KM (6,52 kg/kW)